# Archingeay
Archingeay település Franciaországban, Charente-Maritime megyében. Lakosainak száma 764 fő (2022. január 1.). Archingeay Champdolent, Les Nouillers, Puy-du-Lac, Saint-Savinien és Tonnay-Boutonne községekkel határos.

## Népesség
A település népességének változása:
| Lakosok száma | 536  | 527  | 539  | 597  | 694  | 680  | 671  | 670  | 702  | 764  |
|               | 1968 | 1982 | 1990 | 2006 | 2013 | 2015 | 2017 | 2019 | 2020 | 2022 |